# Магія Землі (Аватар)

Символ Магії землі

 Магія землі — це дисципліна магії стихій в анімаційному серіалі Аватар: Останній захисник, що дозволяє управляти землею та камінням. Використовується жителями царства Землі.
Земля — стихія сталості. Люди Царства за натурою горді, наполегливі та витривалі. Перші маги, Ома і Шу, навчилися управляти стихією у кротоборсуків.
Ключ до магії землі — нейтральний Дзінгу, який полягає в тому, щоб чекати і слухати, або, як висловився Бумі, «нічого не робити». Сенс — вичекати слушний момент для дій, а коли прийде час, діяти рішуче. Майстри бойової магії можуть довго переносити атаки супротивника, поки не дочекаються зручного моменту для контратаки і вирішального удару.
Земля — єдина стихія, яка хороша як для атаки, так і для захисту.

## Походження
Перші люди, які навчилися магії землі у кротобарсуков, були двоє закоханих — Ома і Шу. Колись між їх селами була війна. Щоб приховати свою любов, вони з допомогою магії землі прорили дуже складний лабіринт, в центрі якого вони й зустрічалися. Але одного разу чоловік не прийшов. Він був убитий в боротьбі між цими двома селами. Дівчина була дуже сильна і за допомогою магії землі могла вбити всіх, але не стала. Вона оголосила війну завершеною і помирила два села. На честь цієї події всі разом вони збудували місто Омашу. Магія землі пишеться як «运 土 术» (yùn tǔ shù), що у буквальному значенні означає «мистецтво переміщення землі» китайською мовою.

## Бойовий стиль
Магія землі заснована на реальному стилі Кунг-Фу — Хун Гар, оскільки в ній присутні стійка бойова позиція і потужні удари, які і відображають всю силу землі. Бойове мистецтво засноване на копіюванні рухів тварин. Приміром, тигра — використання точних координованих ударів, або журавля — для м'якого приземлення назад на землю. Виняток становить Сліпий бандит — Тоф, вона використовує метод «Південний богомол» для підтримки її контакту з землею і «зору» — сейсмочутливості, за допомогою якої вона розпізнає предмети. Саме тому багато магів ходять босоніж, щоб підтримувати зв'язок із землею.
Магія ідеально поєднує в собі як атакуючі, так і оборонні техніки. У цьому її відмінність. Її методи набагато жорсткіші, ніж у магії води і, тим більше, повітря. Маги Землі воліють придушувати супротивників міццю, не даючи їм шансів.
Принцип нейтрального Дзінгу поєднує в загальному 85 можливих дій. Позитивні активуються, щоб дати можливість магу атакувати і, відповідно, негативні — щоб дати можливість ухилятися. Дисципліна магії землі робить акцент на нейтральному Дзінгу — принципі вислуховування, вичікування і удару у відповідний момент. Цар Бумі, навіть у момент небезпеки і всупереч всім іншим магам землі, завжди слідував тільки йому.
Як сказав Айро, земля — елемент матерії.

### Прийоми магії землі
Прийоми магії землі включають:
[[Файл:| thumb | Кам'яна левітація]]
Кам'яна / Земляна левітація: найпростіший і найпоширеніший прийом. Полягає в тому, щоб піднімати камінь або маси землі в повітря і направляти до цілі. При цьому використовують різкі поштовхи ногами або руками. Відповідно, чим більша майстерність, тим більші маси можна переміщати.
Земляний щит: піднімання каменів або скель перед магами. Дуже сильний захист. Але також техніку можна використовувати як атакуючу — піднімаючи маси землі під ногами супротивників і відкидаючи їх.
Руйнування: при використанні можна зруйнувати будь-який камінь, навіть якщо маг і не має велику фізичну силу. Дуже корисно проти іншого мага землі, руйнуючи камені і маси, що він посилає.
[[Файл:| thumb | left | Занурення противника в землю]]
Занурення: просунутіші маги землі, такі як майстер Ю, генерал Фонг, Глиба, користуються цим прийомом. Вони можуть «занурити» супротивника під землю — в підземні в'язниці, проходи.
Землетруси \ Тріщини: б'ючи до землі ногами, руками або зброєю, можна «підняти» з неї великі маси, посередньо створюючи струси землі й тріщини. Такі маси потім направляються на супротивника.
Блоки: маг може підняти великі блоки землі і направляти на супротивників.
[[Файл:| thumb | Кам'яна рукавичка Аанга]]
Рукавичка: більш захисна техніка, ніж атакуюча. За своєю суттю — менша версія обладунків і, відповідно, надає менший рівень захисту, але не менш корисна. Її використовував Аанг в боротьбі проти  Азули, епізод «Бур».
Маніпуляція піском: спосіб робити пісок м'якішим і сипкішим, для занурення супротивників і техніки. Або навпаки, ущільнювати його, для створення твердої поверхні.
Обвали: якщо маг землі перебуває поблизу каньйонів або скель, то у разі обвалу він може перенаправити його, щоб ніхто не постраждав. Це продемонстрував провідник каньйоном, захищаючи своїх «клієнтів».
Колони: просунутіша магія, полягає в «підніманні» великих колон з землі. Використовуючи техніку, маг може використовувати її для відкидання супротивників. Маг також може піднімати і себе для більшої висоти стрибка, наприклад. Це однак обмежується землею і має свій діапазон впливу.
Стіни: маги землі можуть створювати стіни із землі і використовувати як в бою, так і звичайному житті, для будівництва.
Лінія: маг землі може використовувати техніку для нападу, створюючи лінію колон і рухаючи по землі.
Маніпуляція матеріями: магія землі не обмежується тільки ґрунтом і камінням. Маги можуть також маніпулювати вугіллям, дорогоцінними каменями, кристалами і навіть позаземними предметами, як метеорити.
Магнетизм: маги землі також мають магнетичні можливості. Дай Лі продемонстрували, що можуть хапатися за вертикальні поверхні і структури, які не підтримуються землею. Втім, ніхто більше не показував таких здібностей, так що можливо, що агенти просто використовували інші техніки, щоб втримаються на поверхнях. Так само Тоф у своїй металевій броні бігала стінами й стелею в серії «Комета Созіна».
Запуск: деяким магам більше подобається знаходиться безпосередньо на землі (такі, як Тоф, не можуть бачити перебуваючи в повітрі або у воді), але вони також можуть використовувати камені під ними для різкого запуску вгору на кілька десятків метрів. І Тоф і Бумі використовували таку техніку в епізодах «Комета Созіна, частина 2: Старі вчителі» і «Комета Созіна, частина 3: Прямо в пекло».
Земляний притулок: маги землі можуть перетворювати камені майже у що завгодно. Так, Тоф не рідко створювала собі намет за допомогою двох похилих плит. Цим же способом вона користувалася в епізоді «Зміїний перевал» щоб звести великий безпечний притулок для вагітної жінки. Імовірно, що техніку також можна використовувати як пастку, але тільки не проти іншого мага землі, так як він з нею легко справиться.
Стиснення землі: дуже потужна техніка яка дуже схожа на магію води. Маг може стиснути воду для її більшої щільності і непробивності. Так само може і маг землі, тільки використовуючи землю або інші матеріали. Використовується для створення щільнішої маси. Яскраво продемонстрували техніку в епізоді «Ув'язнені» маги Хару і його батько Тайро. Тоді вони стиснули багато вугілля для створення кулі проти наглядачів.
Фільтрація води: можна об'єднати магію води разом з магією землі. Тоді можна очищати воду від бруду, каменів і іншого. Маг землі усуває забруднюючі фактори, а маг води утримує воду.

### Просунута магія
Хмара пилу: маг землі може піднімати і управляти маленькими частинками пилу для створення хмар різного розміру, щоб забезпечити прикриття. Цю техніку використовувала Тоф в серії «Сліпий бандит», а пізніше — у серії «Бур»
Поворот Землі: цей прийом показаний тільки Тоф. Тоф може повертати окремі ділянки землі. Яскраво виражений захисний прийом, що переводить атаку супротивника проти нього самого і союзників. Тактика нагадує тактику магів Води. Цю техніку використовувала Тоф в серії «Сліпий бандит», а пізніше — у серії «Погоня»
Тунелі: маг землі може пересуватися поверхнею, а може створити величезний тунель і штовхаючи перед собою землю йти під поверхнею. Аанг використовував цей метод коли разом з Айро вони шукали підземні печери в епізоді «Перехрестя долі».
Земляні обладунки: дуже корисна техніка. Дозволяє використовувати все, чим може керувати маг землі для перетворення всього цього в зброю. Такі обладунки можуть міцно вкрити всю тіло мага. Вперше техніку використовувала Тоф, але після підкорення металу вона могла використовувати і метал для створення броні. Пізніше Аанг використовував кристали для захисту проти Азули.
[[Файл:| thumb | Земляна хвиля Тоф]]
Земляна хвиля: маг може створювати величезну хвилю і використовувати її, як транспорт, що й зробила Тоф в епізоді «Перехрестя долі». Також вона корисна для наступу і атак. Було відмічено, як Аанг користувався технікою в епізоді «Стан Аватара».
Бомби: використовуючи великі валуни можна завдати великої шкоди або збити супротивників з ніг. Аанг використовував спосіб проти Зуко, в «Перехрестя долі».
Віддалена земля: відомо, що маг не може використовувати магію, якщо позбавлений контакту з землею. Однак якщо ця земля все ж у межах досяжності, то у мага є можливість маніпулювати нею, якщо він досить сильний. Це було продемонстровано в спогадах Бумі («Комета Созіна, частина 2»), коли під час сонячного затемнення він використовував шматки землі та черепиці, щоб розірвати стінки його металевої «труни». Аанг теж використовував цю техніку в епізоді «Комета Созіна, частина 4: Аватар Аанг».

### Рівень Аватара
Потужна кам'яна \ земляна левітація: ця магія сильніша і дозволяє переміщувати статуї або пагорби за бажанням мага. У «Кометі Созіна, частина 4» Аанг використовував техніку в боротьбі проти  Озая.
Тектоніка: Аватари можуть створювати тріщини найбільшого розміру і відокремлювати шматки суші. Це показано в епізоді «День Аватара» Аватаром Кіоші.
Потужний стиск: сильніша версія стиснення, виконати яку може тільки Аватар в стані Аватара. Величезні валуни стискалися до розміру маленьких, але щільніших і оберталися навколо Аанга разом з іншими елементами, коли той бився проти Короля Фенікса. Це вимагає дуже високої майстерності.
Стислі кам'яні кулі: має якусь схожість із крижаними багнетами з технік магії води. В останній серії Аанг в битві проти Озая використовував камені навколо себе, щоб вистрілити осколками каменів. Через величезну силу цього способу, Аватар завдав великої шкоди навколишньому пейзажу.

### Особливі техніки
Магія піску: Є різновидом магії землі і адаптована до життя в пустелі Ши Вонг. Маги піску використовують спеціальний стиль, який полягає в маніпулюванні сипучим піском. Вони швидко пересуваються за допомогою дерев'яних вітрильників, які ніби пливуть поверхнею. Їх стиль більше нагадує магію повітря чи води, ніж землі. Це полягає в тому, що пісок — пухкий і сипучий, а не щільний і масивний, як земля або камені. Маги, які проживають поблизу пустелі, володіють цією магією більше, ніж магією землі. Важливо зауважити, що ці дві магії — абсолютно різні. Так Тоф — найбільший маг землі — не може досить добре керувати піском і навіть нічого не бачить перебуваючи на ньому. Ймовірно і маги піску не можуть достатньо маніпулювати землею і камінням, оскільки для цього необхідно докладати більше стійкості і зусиль, робити різкіші рухи. Проте після подій в пустелі, Тоф починає практикувати абсолютно чужу для неї магію і навіть досягає успіхів в ній.
Управління брудом: Оскільки бруд складається з землі і води, маг землі може навчиться керувати нею, можливо, з магом води, а, можливо, — і поодинці. Цей прийом був продемонстрований Тоф в епізоді «Бур».
Кам'яні руки: Улюблений і часто використовуваний метод агентів Дай Лі. Це щось на зразок обладунків, тільки маг покриває землею тільки руку і, зберігаючи форму, направляє на супротивників. Дуже зручно для захоплення й утримування противника на відстані. Прийом повинен застосовуватися не на магів Землі. Так як Команду Аватара схопили в палаці Царя Землі Аанг випадково зруйнував свої пута, але отямившись, знову їх зібрав.
Тоф може кидати кам'яні руки ударом ногою.
Сейсмічний зір: Цей метод використовувався тільки Сліпим бандитом, Тоф, кількома кваліфікованими магами землі і Аангом. Він полягає у здатності відчувати вібрацію через ґрунт і сприймати її, тобто — «бачити ногами», як це називає Тоф. Так вона виявляє, що і де знаходиться на землі — дерево, кущ, людей, навіть дрібних комах. У бою вона «прослуховує» і передбачає рухи противника. Весь цей метод заснований на магії землі — без магії або без землі він аніскільки не діє. Також Тоф не може відчувати предмети, якщо вони не стикаються з землею. Для кращого використання сейсмічного зору маги, і особливо Тоф, не носять взуття або позбавляються від підошви туфель, щоб не втрачати контакту з поверхнею. Сліпий бандит постійно використовує цей метод, оскільки з дитинства позбавлена зору і мала досить часу, щоб розвинути його до найвищого рівня чутливості — вона навіть може визначити брехню, чи правду, відчуваючи серцебиття людини. Тільки природжений брехун, як Азула, може її обдурити. Крім того це унікальна основа для вивчення магії металу, коли частинки землі в металевих предметах неможливо побачити — їх можна тільки відчути. Саме завдяки магії Тоф майже не відчуває дискомфорту через відсутність звичайного зору, адже сейсмічний зір дає їй набагато більше.
Сейсмічний зір змусив Тоф використовувати нейтральний Дзінг, як вище вираження магії Землі.

### Зброя
Маги землі майже не використовують зброю. Маг землі може перетворити Землю як на засіб нападу, так і на засіб захисту.
Проте хуліган з Армії Землі використовував пару молотів. За допомогою ударів по землі у нього вилітали земляними циліндри. Досить сильна техніка, ледь не вбила Зуко.
Сталеві віяла Кіоші. Як ми бачимо у історіях про Кіоші, вона легко пересувала величезні статуї з допомогою віял.

## Магія металу
Метал — це та ж земля, тільки очищена, але він також має в собі часточки землі, які може відчувати тільки наймогутніший маг з добре розвиненим сейсмічними зором. Винайшла цю магію Тоф, але і вона не відразу могла маніпулювати металом так само легко, як землею — для цього їй потрібен час. Більшість магів не в змозі впливати на настільки очищену землю, саме тому їх ув'язнюють у металеві в'язниці далеко від суші.

## Магія Лави
Цей вид магії діставати лаву із під землі її важку оволодіти за словами Тоф . Ними володів Газан із Команди Захір щоб вбити Кору . Але її друг Болін навмисно зумів оволодіти щоб врятувати її.

## Послаблюючу фактори
Контакт з землею: всі маги землі без винятку тісно пов'язані з землею, вірніше, для магії їм необхідні земля або камені в межах досяжності і не повинно бути ніяких перешкод. Чим нижча майстерність мага, тим тіснішим повинен бути контакт із землею. Саме тому полонених магів ув'язнюють у металеві в'язниці далеко від суші. І саме тому навіть Тоф дуже вразлива в повітрі, на піску або у воді. Але такі майстри, як Бумі, можуть іноді справлятися з подібною проблемою і завдяки високій концентрації можуть маніпулювати землею на відстані, або навіть якщо укладені в «гроби».
Метал і дерево: оскільки тільки Тоф, завдяки своїй сейсмочутливості, може маніпулювати металом, для всіх інших магів землі він залишається непереборною перешкодою разом з деревом. Предмети, створені з металу або дерева, блокують будь-яку магію землі, і для подолання цих бар'єрів маг повинен володіти найвищою майстерністю.
Пошкодження кінцівок: маги землі максимально сильні, коли мають безпосередній контакт з поверхнею. Коли випадково Зуко обпік стопи Тоф, вона не могла ходити якийсь час і її магія була дещо слабшою. Також вона абсолютно нічого не «бачила», хоча в неї залишилося відчуття напрямку, завдяки якому вона знайшла дорогу назад до друзів.

## Протилежна стихія
Протилежною магії землі є магія Повітря, в усіх рухах і способах. Тільки магія піску одночасно нагадує і ту, й іншу магію. При першому ж навчанні цієї магії учень повинен навчитися стійкості і грубій силі, необхідної при роботі із землею. Це яскраво суперечить магії повітря, де роблять акцент на гнучкості та ухилянні. Маги землі майже стоять на одному місці і ніколи не відступають, а маги повітря постійно рухаються.
Як і інші дисципліни, магія землі не сильніша і не слабша за інші мистецтва підкорення. Результат бою з представником іншої стихії залежить від здібностей і майстерності мага і його супротивника.